# Gestión de la configuración

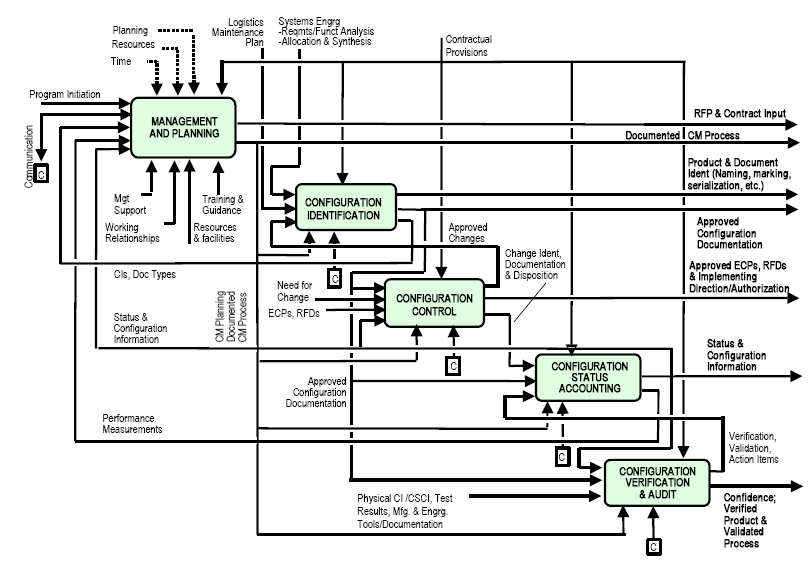
Diagrama representativo del proceso de gestión de la configuración en el desarrollo de sistemas de información. Se destacan las etapas de control de cambios y versiones, asegurando la estabilidad y trazabilidad de cada componente a lo largo del ciclo de vida del sistema.

La gestión de la configuración (y de los activos) es el conjunto de procesos destinados a asegurar la calidad de todo producto obtenido durante cualquiera de las etapas del desarrollo de un sistema de información (SI), a través del estricto control de los cambios realizados sobre los mismos y de la disponibilidad constante de una versión estable de cada elemento para toda persona involucrada en el citado desarrollo.
Estos dos elementos, el control de cambios y control de versiones de todos los elementos del SI, facilitan también el mantenimiento de los sistemas al proporcionar una imagen detallada del sistema en cada etapa del desarrollo.
La gestión de la configuración se realiza durante todas las fases del desarrollo de un sistema de información, incluyendo el mantenimiento y control de cambios, una vez realizada la puesta en producción.

## Elementos de configuración software
Según la interfaz gestión de la configuración definida en MÉTRICA v3, los elementos de configuración del software incluyen:
- Ejecutables
- Código Fuente
- Modelos de datos
- Modelos de procesos
- Especificaciones de requisitos
- Pruebas

Y para cada uno de estos elementos se almacenará al menos:
- Nombre
- Versión
- Estado
- Localización